# Północno-zachodnia grań Grzesia

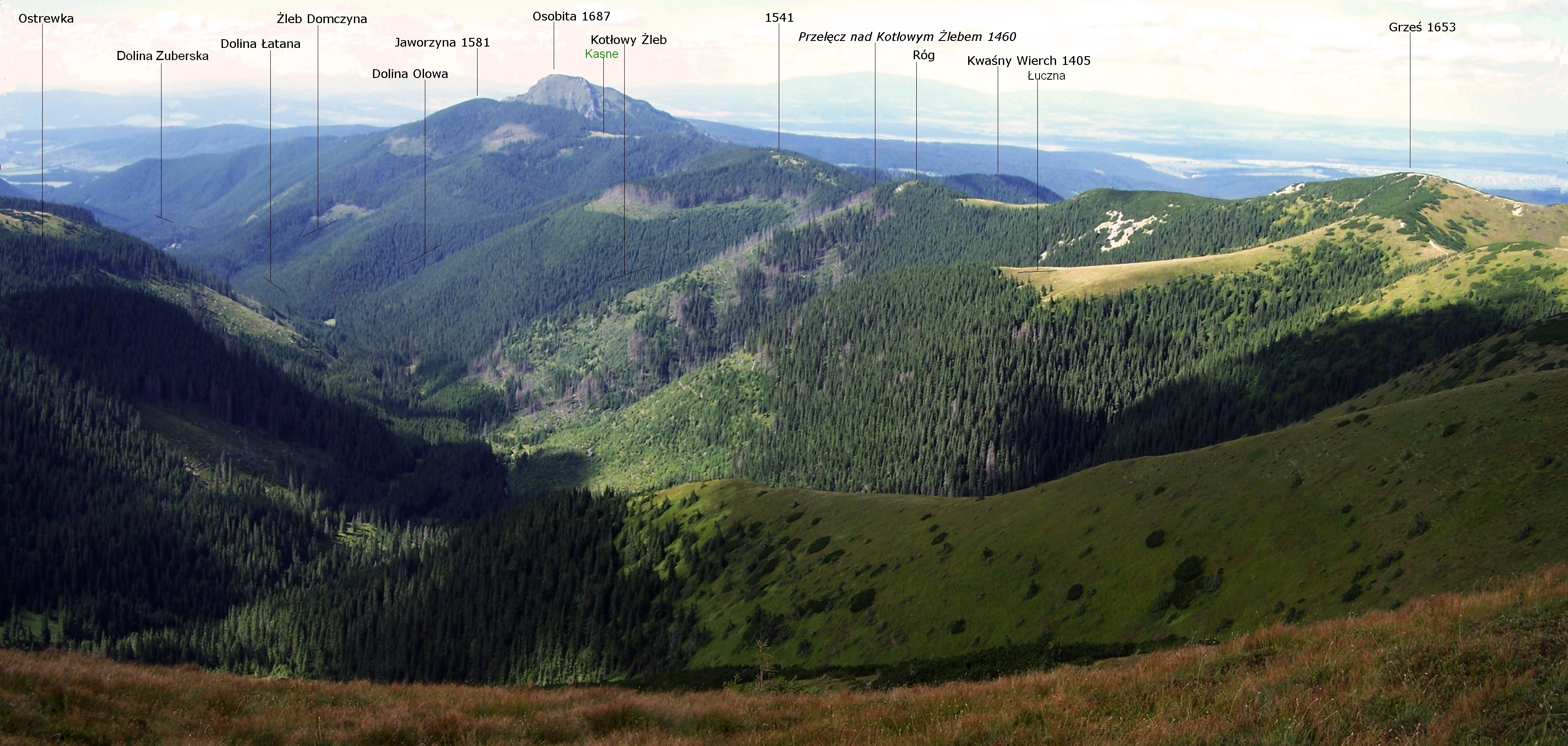
Północno-zachodnia grań Grzesia. Widok z Rakonia

Północno-zachodnia grań Grzesia – boczna grań w Tatrach Zachodnich, będąca odgałęzieniem północnej grani Wołowca. Odgałęzia się od niej na Grzesiu i biegnie w północno-zachodnim kierunku do Osobitej i dalej aż po przełęcze Borek i Maniowa Przehyba stanowiące północno-zachodnią granicę Tatr. Grań ta, całkowicie znajdująca się na terenie Słowacji, oddziela Dolinę Bobrowiecką Orawską od Doliny Zuberskiej i jej odnogi – Doliny Łatanej. Kolejno, w kierunku od Grzesia do Osobitej znajdują się w niej:
- Grześ (Lúčna), 1653 m
- Róg (Roh), 1573 m
- Przełęcz nad Kotłowym Żlebem (sedlo nad Kotlovým žľabom), 1460 m
- Pusta Rówień, 1551 m
- Kasne, 1541 m
- Czoło (ok. 1570 m) – zwornik dla bocznego grzbietu Bobrowieckiego Wierchu
- Jaworzyna (Javorina), 1581 m
- Przełęcz pod Osobitą (sedlo pod Osobitou), 1521 m
- Osobita (Osobitá), 1687 m.

Północno-zachodnia grań Grzesia jest stosunkowo wyrównana, a znajdujące się w niej przełęcze są płytko wcięte. Najwyższe szczyty – Grześ i Osobita wznoszą się na obydwu jej końcach. Najniższym punktem w całej grani jest Przełęcz nad Kotłowym Żlebem (1460 m), najwyższym  Osobita (1687 m). Na grzbiecie grani znajduje się kilka zarastających już polan i halizn. M.in. są to: Pusta Rówień, Kasne i polanka na Przełęczy pod Osobitą. Orograficznie lewe zbocza grani nie mają żadnych odgałęzień prócz grzęd oddzielających płytko wcięte dolinki i żleby: Kotłowy Żleb, Dolina Olowa, Żleb Domczyna i Ciepły Żleb. W zboczach prawych jest jedno odgałęzienie tworzące wschodnie zbocza Doliny Suchej Orawickiej. Dopiero na Osobitej grań rozgałęzia się na kilka odnóg.
Grzbietem północno-zachodniej grani Grzesia prowadzi znakowany szlak turystyczny, Dzięki wielu polanom i trawiastym terenom roztaczają się z niego rozległe widoki.

## Szlaki turystyczne
Zwierówka – Przełęcz pod Osobitą – Grześ:
- Czas przejścia ze Zwierówki na Przełęcz pod Osobitą: 2:05 h, ↓ 1:30 h
- Czas przejścia z przełęczy na Grzesia: 2 h, ↓ 1:50 h